# Tiago Jorge Oliveira Lopes
Tiago Jorge Oliveira Lopes, noto semplicemente come Tiago Lopes (Vila Nova de Gaia, 4 gennaio 1989), è un calciatore portoghese, difensore svincolato.

## Biografia
Anche suo fratello gemello Hélder è un calciatore.

## Caratteristiche tecniche
È un terzino destro.

## Carriera
Ha giocato nella prima divisione rumena ed in quella turca.

## Statistiche

### Presenze e reti nei club
Statistiche aggiornate al 16 gennaio 2018.
| Stagione             | Squadra              | Campionato           | Campionato | Campionato | Coppe nazionali | Coppe nazionali | Coppe nazionali | Coppe continentali | Coppe continentali | Coppe continentali | Altre coppe | Altre coppe | Altre coppe | Totale | Totale | Totale |
| Stagione             | Squadra              | Comp                 | Pres       | Reti       | Comp            | Pres            | Reti            | Comp               | Pres               | Reti               | Comp        | Pres        | Reti        | Pres   | Reti   |        |
| -------------------- | -------------------- | -------------------- | ---------- | ---------- | --------------- | --------------- | --------------- | ------------------ | ------------------ | ------------------ | ----------- | ----------- | ----------- | ------ | ------ | ------ |
| 2008-2009            | Valle d'Aosta        | D                    | 25         | 2          | CI-D            | 0               | 0               | -                  | -                  | -                  | -           | -           | -           | 25     | 2      |        |
| 2009-2010            | Valle d'Aosta        | D                    | 0          | 0          | CI-D            | 0               | 0               | -                  | -                  | -                  | -           | -           | -           | 0      | 0      |        |
| Totale Valle d'Aosta | Totale Valle d'Aosta | Totale Valle d'Aosta | 25         | 2          |                 | 0               | 0               |                    | -                  | -                  |             | -           | -           | 25     | 20     |        |
| 2010-2011            | Espinho              | SD                   | 24         | 2          | CP              | 1               | 0               |                    | -                  | -                  |             | -           | -           | 25     | 2      |        |
| 2011-2012            | Tondela              | SD                   | 5          | 0          | CP              | 1               | 0               |                    | -                  | -                  |             | -           | -           | 6      | 0      |        |
| 2012-2013            | Trofense             | LdH                  | 29         | 2          | CP+CdL          | 1+0             | 0               |                    | -                  | -                  |             | -           | -           | 30     | 2      |        |
| 2013-gen.2014        | Covilhã              | LdH                  | 20         | 0          | CP+CdL          | 3+4             | 0               |                    | -                  | -                  |             | -           | -           | 27     | 0      |        |
| gen.-giu.2014        | CFR Cluj             | L1                   | 5          | 0          | CR              | 0               | 0               |                    | -                  | -                  |             | -           | -           | 5      | 0      |        |
| 2014-2015            | CFR Cluj             | L1                   | 20         | 2          | CR+CdL          | 5+0             | 0               | UCL                | 0                  | 0                  |             | -           | -           | 25     | 2      |        |
| 2015-2016            | CFR Cluj             | L1                   | 31         | 1          | CR+CdL          | 2+1             | 0               |                    | -                  | -                  |             | -           | -           | 34     | 1      |        |
| 2016-2017            | CFR Cluj             | L1                   | 32         | 1          | CR+CdL          | 3+2             | 0               |                    | -                  | -                  | SR          | 1           | 0           | 38     | 1      |        |
| Totale CFR Cluj      | Totale CFR Cluj      | Totale CFR Cluj      | 88         | 4          |                 | 13              | 0               |                    | 0                  | 0                  |             | 1           | 0           | 102    | 4      |        |
| 2017-2018            | Kayserispor          | SL                   | 16         | 0          | CT              | 3               | 0               |                    | -                  | -                  |             | -           | -           | 19     | 0      |        |
| Totale carriera      | Totale carriera      | Totale carriera      | 207        | 10         |                 | 24              | 0               |                    | 0                  | 0                  |             | 1           | 0           | 232    | 20     |        |

## Palmarès
- Coppa di Romania: 1

CFR Cluj: 2015-2016
- Campionato rumeno: 1

CFR Cluj: 2017-2018